# Pedinopistha finschi
Pedinopistha finschi är en spindelart som beskrevs av Karsch 1880. Pedinopistha finschi ingår i släktet Pedinopistha och familjen snabblöparspindlar. Inga underarter finns listade i Catalogue of Life.